# Open GDF Suez Nantes Atlantique 2013
L'Open GDF Suez Nantes Atlantique 2013 è stato un torneo di tennis facente parte della categoria ITF Women's Circuit nell'ambito dell'ITF Women's Circuit 2013. Il torneo si è giocato a Nantes in Francia dal 28 ottobre al 3 novembre 2013 su campi in cemento indoor e aveva un montepremi di $50,000+H.

## Partecipanti

### Teste di serie
| Nazionalità | Giocatrice             | Ranking* | Testa di serie |
| ----------- | ---------------------- | -------- | -------------- |
| Romania     | Monica Niculescu       | 54       | 1              |
| Italia      | Camila Giorgi          | 91       | 2              |
| Kazakistan  | Julija Putinceva       | 94       | 3              |
| Spagna      | Lara Arruabarrena      | 107      | 4              |
| Ucraina     | Nadežda Kičenok        | 110      | 5              |
| Francia     | Claire Feuerstein      | 123      | 6              |
| Kazakistan  | Sesil Karatančeva      | 139      | 7              |
| Svezia      | Sofia Arvidsson        | 146      | 8              |
| Francia     | Stéphanie Foretz Gacon | 151      | 9              |
| Romania     | Alexandra Dulgheru     | 154      | 10             |

- Ranking al 21 ottobre 2013.

### Altre partecipanti
Giocatrici che hanno ricevuto una wild card:
- Audrey Albié
- Léolia Jeanjean
- Michaëlla Krajicek
- Kinnie Laisné

Giocatrici che sono passate dalle qualificazioni:
- Fiona Ferro
- Fiona Gervais
- Nicole Melichar
- Natalia Orlova
- Margalita Chakhnašvili (lucky loser)
- Teodora Mirčić (lucky loser)
- Yvonne Neuwirth (lucky loser)
- Christina Shakovets (lucky loser)

## Vincitrici

### Singolare
Aljaksandra Sasnovič ha battuto in finale  Magda Linette con il punteggio di 4–6, 6–4, 6–2

### Doppio
Lucie Hradecká /  Michaëlla Krajicek hanno battuto in finale  Stéphanie Foretz Gacon /  Eva Hrdinová con il punteggio di 6–3, 6–2